# Jakob Schnohr Ingversen
Jakob Schnohr Ingversen er en dansk skuespiller, filmskaber og manuskriptforfatter.
Han spiller den tekniske chef Rune Ingemann på den fiktive radiostation R8dio. 
Han spillede også karakteren ‘Handy Jan’ i podcast succesen Livets Vand fra 2019 på Radio24syv.
Jakob Schnohr Ingversen er en pioner inde for dansk improvisationsteater, hvor han bl.a. som den første har produceret og udgivet det første Danmarksmesterskab i Impro Comedy (fra 2019). 
Han vandt selv Danmarksmesterskabet i Teatersport 2008 + 2009 med gruppen ‘Kosmonauterne’ og var siden fast vikar i 11 år i det populære ensemble ‘Specialklassen’
Jakob Schnohr Ingversen har arbejdet tæt sammen med komikeren Thomas Warberg på flere projekter. Bl.a. udviklede de sammen tv-programmet ‘Det Sene Sommershow’ på TV2 (2016 + 2017).
Derudover var han ghost-writer på Thomas Warbergs one-man shows: ‘Perfektion, overskud og andre lorte ord’ (2019) og ‘Et storslået menneske’ (2021). 
Jakob Schnohr Ingversen er som filmskaber også manden bag dokumentaren ‘OA - Konstrueret Virkelighed’  om hip-hop fænomenet Odense Assholes.